# 703 TCN
703 TCN là một năm trong lịch La Mã.